# Raquel Cardoso
Raquel da Conceição Rogado Calixto Cardoso (ur. 19 grudnia 1951 w Montoito) – portugalska polityk, nauczycielka, deputowana do Parlamentu Europejskiego (od 2003 do 2004).

## Życiorys
Studiowała literaturę i języki (portugalski, francuski) na Uniwersytecie w Lizbonie. Pracowała w szkołach średnich, m.in. na stanowiskach dyrektorskich. Była też radną miejską w Setúbal.
W wyborach w 1999 z ramienia Partii Socjaldemokratycznej kandydowała do Parlamentu Europejskiego V kadencji. Mandat eurodeputowanej objęła w październiku 2003, gdy zrezygnował z niego Jorge Moreira da Silva. Należała do grupy chadeckiej, pracowała w Komisji Ochrony Środowiska, Zdrowia i Ochrony Konsumentów. W PE zasiadała do lipca 2004. Powróciła do pracy zawodowej, pozostając działaczką PSD, m.in. w 2010 poparła kandydaturę Paula Rangela na lidera partii.